# جزيرة سورين
جزيرة سورين وهي جزيرة من جزر إندونيسيا، وتتبع مدينة كوتابارو في إقليم كليمنتان الجنوبية في إندونيسيا.